# Parafia Chrystusa Króla w Biesiekierzu
Parafia pw. Chrystusa Króla w Biesiekierzu – rzymskokatolicka parafia należąca do dekanatu Mielno, diecezji koszalińsko-kołobrzeskiej, metropolii szczecińsko-kamieńskiej. Została erygowana w 1960 roku. Siedziba parafii mieści się pod numerem 53. 
Kościół parafialny w Biesiekierzu pw. Chrystusa Króla został zbudowany w XIV wieku i poświęcony w 1946 roku. Oprócz niego parafianie mają do dyspozycji kościoły filialne i kaplice:
- Kościół w Cieszynie
- Kościół pw. Najświętszej Rodziny w Parnowie
- Kościół pw. Stanisława Biskupa i Męczennika w Starych Bielicach
- Punkt odprawiania Mszy św. w Kraśniku Koszalińskim